# Ganyu
Ganyu, tidigare romaniserat Kanyü, är ett stadsdistrikt som lyder under Lianyungangs stad på prefekturnivå i Jiangsu-provinsen i östra Kina. Det ligger omkring 310 kilometer norr om provinshuvudstaden Nanjing. 
Ganyu var ett härad fram till den 7 juli 2014, då det ombildades till ett stadsdistrikt i Lianyungang.